# Marsaz
Marsaz – miejscowość i gmina we Francji, w regionie Owernia-Rodan-Alpy, w departamencie Drôme.
Według danych na rok 1990 gminę zamieszkiwało 469 osób, a gęstość zaludnienia wynosiła 52 osób/km² (wśród 2880 gmin regionu Rodan-Alpy Marsaz plasuje się na 1172. miejscu pod względem liczby ludności, natomiast pod względem powierzchni na miejscu 1200.).